# Collotheca discophora
Collotheca discophora är en hjuldjursart som först beskrevs av Aleksandr Skorikov 1903.
Collotheca discophora ingår i släktet Collotheca och familjen Collothecidae. Inga underarter finns listade i Catalogue of Life.